# Začepylivský rajón
Začepylivský rajón (ukrajinsky Зачепилівський район) byl rajón v Charkovské oblasti na Ukrajině. Hlavním městem byla Začepylivka a rajón měl přibližně 15 tisíc obyvatel. 

## Sídla v rajónu
- Začepylivka